# 3 Brygada Kawalerii Narodowej Wielkiego Księstwa Litewskiego
3 Brygada Kawalerii Narodowej Wielkiego Księstwa Litewskiego – brygada jazdy armii Wielkiego Księstwa Litewskiego Rzeczypospolitej Obojga Narodów.

## Formowanie i zmiany organizacyjne
Sformowana w 1792. W lutym 1793 roku hetman polny Wielkiego Księstwa Litewskiego Szymon Kossakowski wydał „ordynanse” komenderującym generałom:

Daję ten Ordynans JWJP Chlewińskiemu Głowi Majorowi Dywizyi 1 WWKsLit., ażebyś JWWMP z Brygady 1 Litewskiej na uformowanie Brygady 3ciej nowo Eryguiącej się oddzielił cztery Chorągwie [...] Buławy Polnej, Wojewody Nowogrodzkiego, Xcia Dominika Radziwiłła y Pągowskiego Rotmistrzów y z onych po oddziale generalnym z temi wszystkiemi moderunkami, Rekwizytami y funduszami podług Etatu w kassie Brygadowey znaydować siępowinnemi, rzeczoną Brygadę 3cią uformował. Dopełnienie tego Ordynansu ut supra. Datt w Grodnie 1793 Lutego 14 dnia.
Szymon Korwin Kossakowski HPWXL.

Daję ten ordynans JWWMP Twardowskiemu Generałowi Majorowi ażebyś JWWMP z Brygady 2-giej Litewskiej na uformowanie Brygady 3ciej nowo Eryguiącej się oddzielił 6 Chorągwi idą Buławy Wielkiej, Potockiego, Matuszewicza, Rudnickiego, Kociełłay Oskierki Rotmistrzów, które te Chorągwie maią mieć przy sobie te wszystkie Rekwizyta moderunki y fundusze podług Etatu w Kassie Brygadowey znaydować się powinne, zgoła y to wszystko, co tylko do Chorągwiów przynależy. Takowe więc oddzielone Chorągwie jako na uformowanie Brygady 3ciej oznaczone, maią we wszystkim paryerować ordynansom JWJP Chlewińskiego Gla Majora jako użytego do złożenia Brygady trzeciej. Dopełnienie tego Ordynansu zalecając przy wyciśnieniu Pieczęci Woyskowej podpisuię. Dan w Grodnie R. 1793 Lutego 14.
Szymon Korwin Kossakowski HPWKsLit.

Można przyjąć, że w kwietniu 1794 roku stan brygady wynosił etatowo 419 żołnierzy, a faktyczny 332. W 1994 roku zorganizowana była w 4 chorągwie.
Brygada zorganizowana była w 2 szwadrony po dwie chorągwie. Jej stan liczebny na dzień 1 sierpnia 1793 wynosił 348 ludzi i 294 koni, a 16 kwietnia 1794 332 ludzi i około 286 koni.
Żołnierze  brygady brali udział w walkach o Wilno 11 sierpnia 1794.

## Żołnierze brygady
Stanowiska oficerskie w brygadzie zajmowali: brygadier-komendant, wicebrygadier-wicekomendant, major, kwatermistrz-kasjer, audytor, adiutant, rotmistrz, porucznik, podporucznik i chorąży.
Rangami oficerskimi były też stopnie: towarzysza i namiestnika. Odpowiadały one randze chorążego. Nie byli oni patentowani przez króla lecz przez rotmistrzów lub hetmanów i ich rzeczywiste role w chorągwiach bardziej można przyrównać do podoficerskich.
Oficerowie:
- brygadier- komendant- Józef Antoni Kossakowski
- wicebrygadier-wicekomendant - Józef Białłozor
- major - Marcin Białłozor
- adiutant - Stanisław Eysymont
- kwatermistrz-porucznik - Stanisław Hromyko
- audytor - Adamowicz